# Release the Stars
Albums de Rufus Wainwright
Want Two
(2004)
Release The Stars est le cinquième album de Rufus Wainwright, sorti en 2007.
Toutes les chansons sont écrites et composées par Rufus Wainwright.
| 1.    | Do I disappoint you    | 4:40 |
| 2.    | Going to a town        | 4:06 |
| 3.    | Tiergarten             | 3:26 |
| 4.    | Nobody's off the hook  | 4:27 |
| 5.    | Between my legs        | 4:26 |
| 6.    | Rules and regulation   | 4:05 |
| 7.    | Not ready to love      | 5:51 |
| 8.    | Slideshow              | 6:21 |
| 9.    | Tulsa                  | 2:19 |
| 10.   | Leaving for Paris n° 2 | 4:52 |
| 11.   | Sanssouci              | 5:16 |
| 12.   | Release the stars      | 5:20 |
| 55:14 |                        |      |

La majorité des chansons ont été écrites à New York, Berlin et Londres.